# Ал-Суларас
Ал-Сулара́с (кат. el Soleràs, вимова літературною каталанською [əł sułə'ɾas]) — муніципалітет, розташований в Автономній області Каталонія, в Іспанії. Код муніципалітету за номенклатурою Інституту статистики Каталонії — 252069. Знаходиться у районі (кумарці) Ґаррігас (коди району — 18 та GG) провінції Льєйда, згідно з новою адміністративною реформою перебуватиме у складі Західної баґарії (округи). 